# كيمي (إففويا)
كيمي (Κύμη) هي مدينة في إففويا في مقاطعة كينتريكي إلادا في اليونان.

## المناخ
يظهر الجدول التالي التغييرات المناخية على مدار السنة لكيمي:
| البيانات المناخية لـكيمي          | البيانات المناخية لـكيمي | البيانات المناخية لـكيمي | البيانات المناخية لـكيمي | البيانات المناخية لـكيمي | البيانات المناخية لـكيمي | البيانات المناخية لـكيمي | البيانات المناخية لـكيمي | البيانات المناخية لـكيمي | البيانات المناخية لـكيمي | البيانات المناخية لـكيمي | البيانات المناخية لـكيمي | البيانات المناخية لـكيمي | البيانات المناخية لـكيمي |
| الشهر                             | يناير                    | فبراير                   | مارس                     | أبريل                    | مايو                     | يونيو                    | يوليو                    | أغسطس                    | سبتمبر                   | أكتوبر                   | نوفمبر                   | ديسمبر                   | المعدل السنوي            |
| --------------------------------- | ------------------------ | ------------------------ | ------------------------ | ------------------------ | ------------------------ | ------------------------ | ------------------------ | ------------------------ | ------------------------ | ------------------------ | ------------------------ | ------------------------ | ------------------------ |
| متوسط درجة الحرارة الكبرى °م (°ف) | 12.1 (53.8)              | 12.6 (54.7)              | 14.1 (57.4)              | 17.9 (64.2)              | 21.9 (71.4)              | 26.1 (79.0)              | 27.6 (81.7)              | 27.1 (80.8)              | 24.6 (76.3)              | 20.5 (68.9)              | 17.2 (63.0)              | 14.0 (57.2)              | 19.6 (67.3)              |
| المتوسط اليومي °م (°ف)            | 9.9 (49.8)               | 10.2 (50.4)              | 11.7 (53.1)              | 15.2 (59.4)              | 19.3 (66.7)              | 23.7 (74.7)              | 25.3 (77.5)              | 24.8 (76.6)              | 22.1 (71.8)              | 18.1 (64.6)              | 14.7 (58.5)              | 11.7 (53.1)              | 17.2 (63.0)              |
| متوسط درجة الحرارة الصغرى °م (°ف) | 7.4 (45.3)               | 7.7 (45.9)               | 9.0 (48.2)               | 11.6 (52.9)              | 15.1 (59.2)              | 19.3 (66.7)              | 21.5 (70.7)              | 21.4 (70.5)              | 18.9 (66.0)              | 15.4 (59.7)              | 12.1 (53.8)              | 9.2 (48.6)               | 14.1 (57.4)              |
| المصدر: yr.no                     |                          |                          |                          |                          |                          |                          |                          |                          |                          |                          |                          |                          |                          |

## أعلام بارزون
- جورجيوس بابانيكولاو